# James Thorington
James Thorington, född 7 maj 1816 i Wilmington i North Carolina, död 13 juni 1887 i Santa Fe i New Mexico-territoriet, var en amerikansk politiker och diplomat. Han var ledamot av USA:s representanthus 1855–1857 och han anslöt sig till Republikanska partiet under sin tid i representanthuset.
Han var son till den protestantiske irländaren John H. Thorington. James Thorington studerade vid University of Alabama och efter det studerade han juridik i Montgomery. Han flyttade från Alabama till Missouri och därifrån vidare till Iowaterritoriet där han valdes till borgmästare i Davenport, ett ämbete han innehade från 1843 till 1847, under vilken tid Iowa blev delstat. Innan han blev republikan under tiden som kongressledamot, hörde Thorington till Whigpartiet där han profilerade sig som slaverimotståndare.
Thorington tjänstgjorde som konsul i Aspinwall i Colombia från 1873 till 1882.
Thorington är begravd på Oakdale Memorial Gardens i Davenport i Iowa.